# Alois Rigele

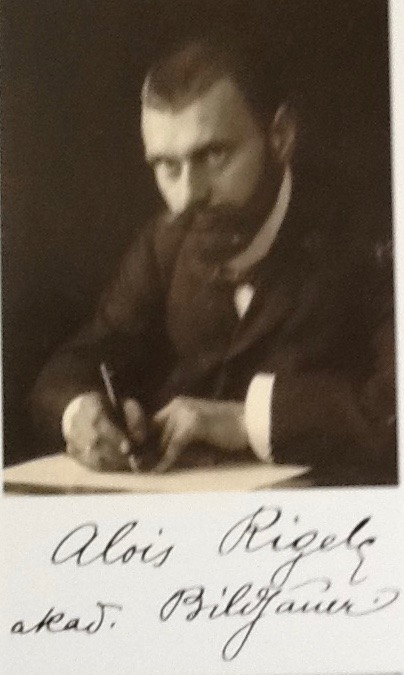
Alois Rigele im Jahre 1909

Alois Rigele (slowakisch Alojz Rigele; * 8. Februar 1879 in Preßburg, Österreich-Ungarn; † 14. Februar 1940 ebenda) war ein slowakischer Zeichner und Bildhauer.

## Leben und Wirken
Alois Rigele, der aus einer deutschsprachigen Preßburger Familie stammte, lernte die Bildhauerei bei dem Schweizer Bildhauer Adolf Meszmer, einem Lehrer für dekorative Plastik. In den Jahren von 1901 bis 1908 studierte er auf Empfehlung des Bildhauers Johann Fadrusz an der Akademie der bildenden Künste in Wien bei Hans Bitterlich und Edmund von Hellmer. Ebendort wurde er mit der Füger-Medaille ausgezeichnet, welche ihm eine Studienreise nach Italien ermöglichte. Nach dreijährigem Romaufenthalt zog er wieder nach Preßburg. Zu seinen vorwiegend in Marmor und Bronze ausgeführten Arbeiten zählten Denkmäler, Grabmäler, Kirchenplastiken, Kreuze u. a.
Alois Rigele war mit Therese geb. Gallina (* 1880, † 1937) verheiratet. Aus der Ehe gingen mehrere Kinder hervor. Er war sehr Heimat verbunden, zahlreiche Angebote auf Professorenstellen in Budapest und Prag lehnte er ab.
In seinem Skizzenblock sind eine Vielzahl von Porträts der Persönlichkeiten der deutschen und ungarischen Literatur zu finden.
Für Kaiser Franz Joseph I. gestaltete Rigele im Jahr 1911 ein Relief der Königin Elisabeth in ungarischer Magnatentracht. Dieses Relief sollte die Kaiserin in kniender und betender Haltung darstellen und in der sich damals im Bau befindenden Blauen Kirche zu Preßburg die der Namenspatronin der Kaiserin, der Hl. Elisabeth von Thüringen geweiht wurde, untergebracht werden. Das Relief wurde aus feinsten Carrara-Marmor geschaffen und hat die Abmessungen von 206 cm (Höhe) und 160 cm (Breite). Das fertige Relief wurde unter Aufsicht des Bildhauers am 12. Juni 1912 in einer Nische der linken Seite des Kirchenschiffes untergebracht. Die Konsekration des Gotteshauses erfolgte am 11. Oktober 1913. Nach Gründung der Ersten Tschecho-Slowakischen Republik und nach dem von den neuen Machthabern angefachten „Bildersturm“ auf alle Denkmäler (Zerstörung des Maria-Theresia-Denkmals in Preßburg), welche die Identität Österreich-Ungarns darstellten, sah man das Relief der Kaiserin Elisabeth auch gefährdet. Deshalb entschloss man sich im Jahre 1921 das Relief aus der Kirche zu entfernen und vorerst in einem Depositorium des Palais Grassalkovich unterzubringen. Im Jahre 1934 wurde es in das Pfarrhaus der Blauen Kirche gebracht. Durch starke Temperaturschwankungen (hinter dem Relief befand sich ein Kamin, der im Winter beheizt wurde) erhielt das Relief einen Sprung, der irreparabel und auch heute noch zu sehen ist. Gegenwärtig ist dieses Relief der Öffentlichkeit nicht zugänglich.
Für den Erzbischof von Gran und Primas von Ungarn Péter Pázmány gestaltete Rigele 1908 (bis 1914) ein Epitaph, welches sich im Martinsdom in Bratislava befindet.

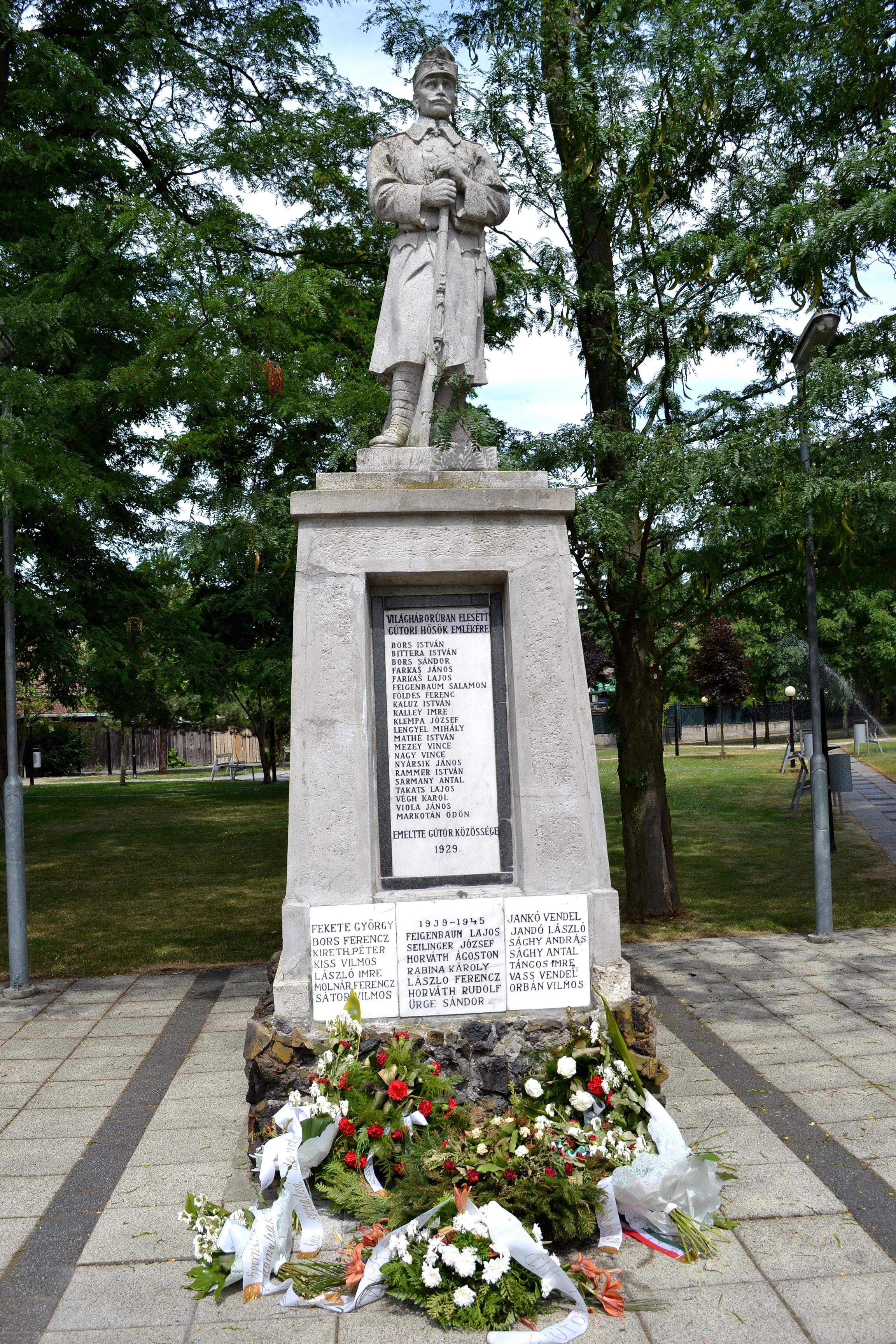
Kopie der Statue des Eisernen Honvédmanns in Gutern.

In den ersten Jahren des Ersten Weltkrieges fertigte Alois Rigele auf Betreiben der Gräfin Ilona Szapáry die Statue des 'Eisernen Honvédmannes' (ung. Pozsonyi vashonvéd), die am 23. Mai 1915 auf dem Platz vor dem Preßburger Stadttheater aufgestellt und feierlich eingeweiht wurde. Nach dem Zusammenbruch Österreich-Ungarns und der Gründung der Ersten Tschecho-Slowakischen Republik wurde diese Statue von tschechischen Legionären im Jahre 1919 vernichtet. Eine Kopie dieser Statue blieb erhalten und befindet sich auf dem Hauptplatz der Ortschaft Gutern.
Das Haus Rigele war auch ein Mittelpunkt der Preßburger Musikkultur, er selbst war als begabter Cellist im Preßburger Kirchenmusikverein tätig. Alois Rigele förderte auch junge aufstrebende musikalische Begabungen, so z. B. Ernst von Dohnányi und Béla Bartók während dessen Preßburger Aufenthaltes.
Rigele, der 1940 starb, wurde am Andreas-Friedhof, auf dem er zahlreiche Grabmäler gestaltete, begraben. Er gilt als bedeutendster Vertreter der akademisch nachklassizistischen Linie der Slowakei.
Zahlreiche Werke und Zeichnungen sind erhalten geblieben und befinden sich heute in der Slowakischen Nationalgalerie.

## Galerie

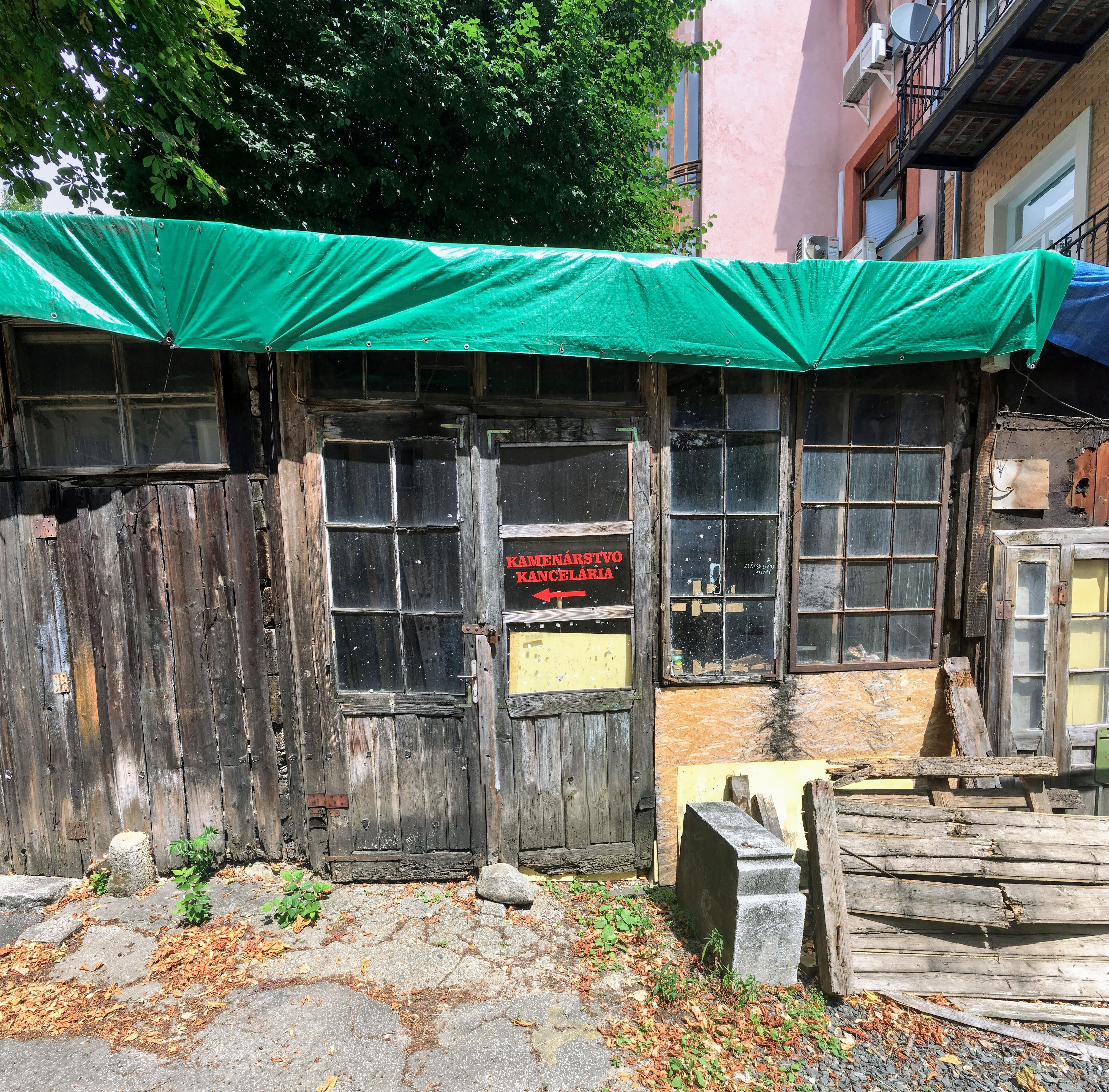
Das Atelier
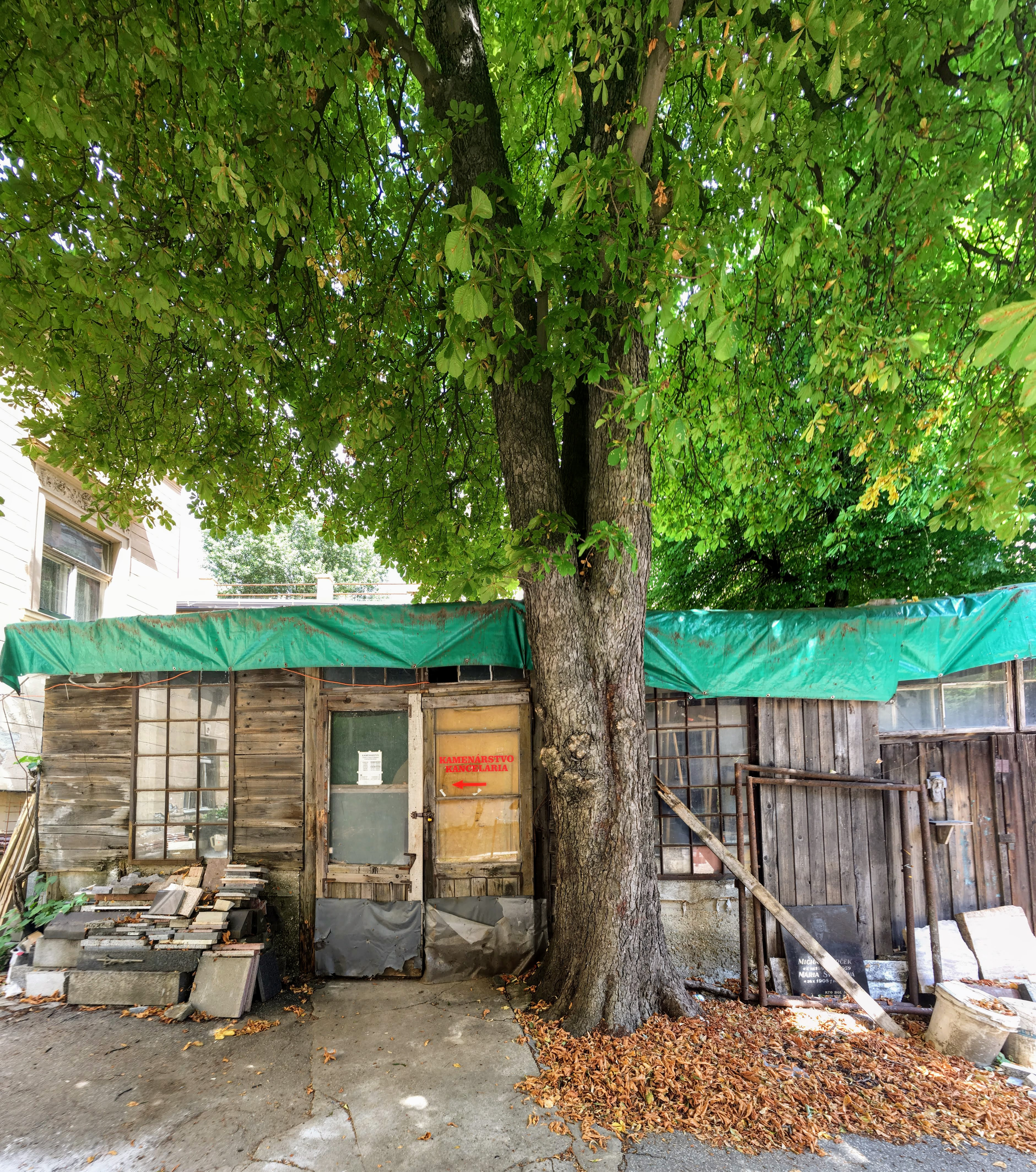
Das Atelier
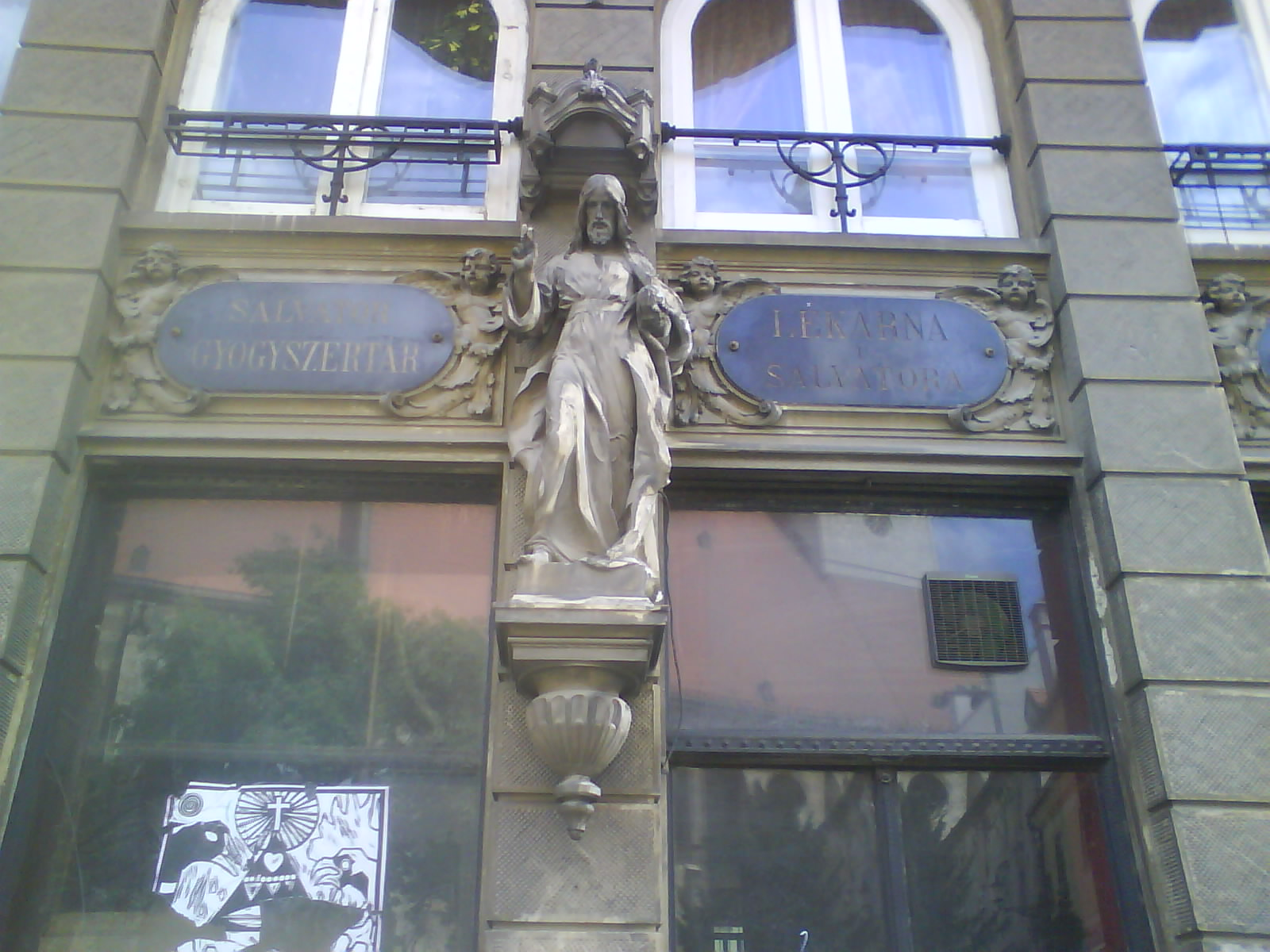
Statue des 'Christus als Erlöser' an der Fassade der gleichnamigen Apotheke in Preßburg
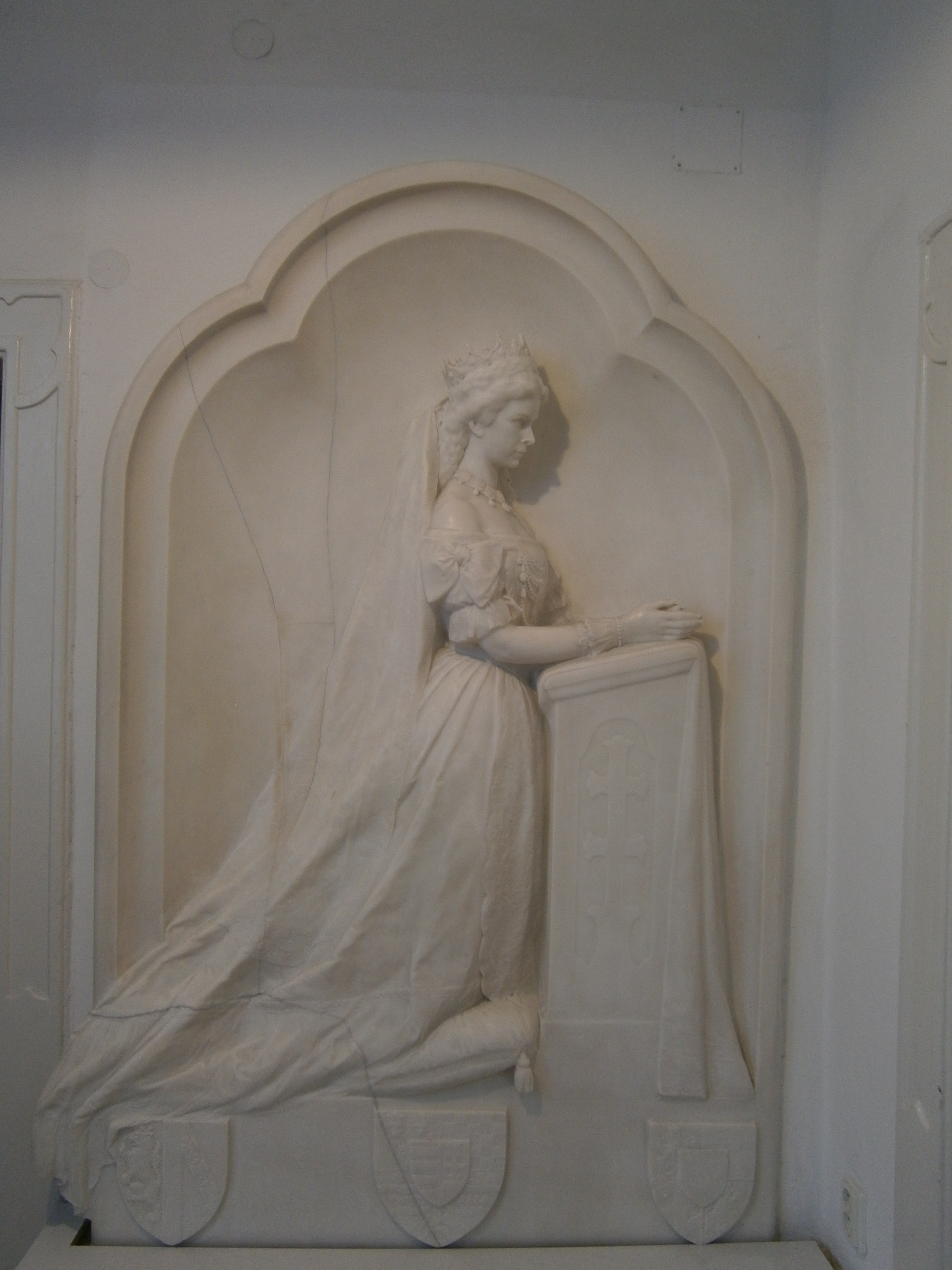
Relief der Kaiserin Elisabeth vormals in der Blauen Kirche zu Preßburg (Carrara-Marmor)
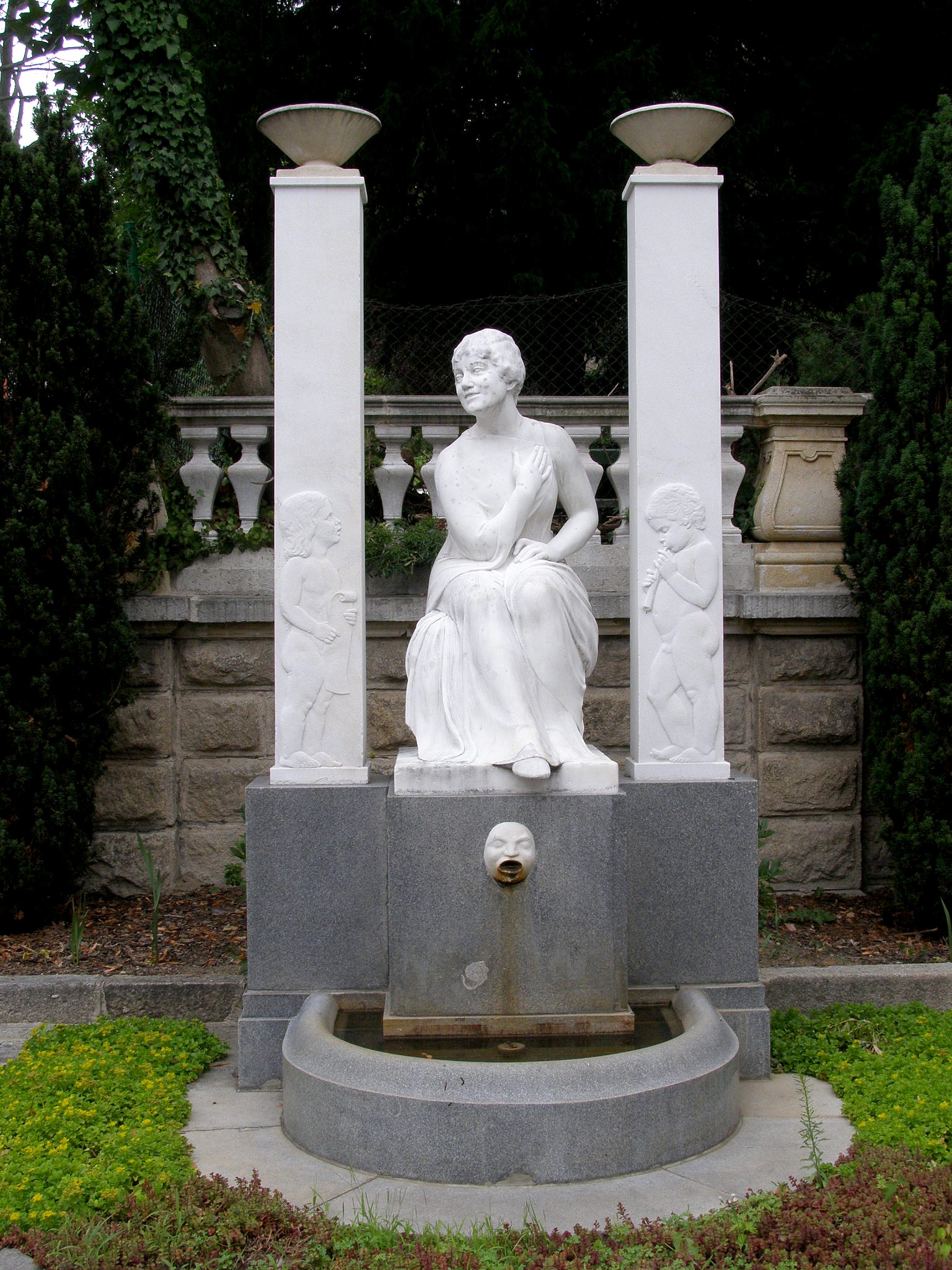
Denkmal der Olga Trebisch (* 1887, † 1919)

## Werke (Auswahl)
- Plakette J. Fadrusz, 1903
- Trunkener Römer, 1905/06

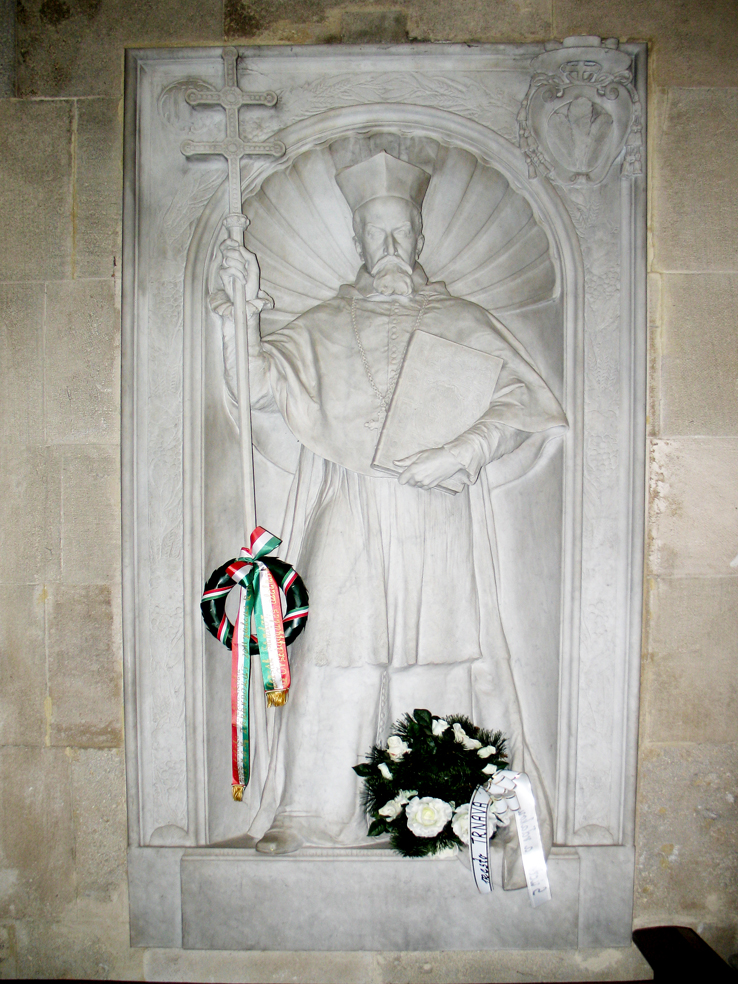
Epitaph des Peter Pázmány im Martinsdom zu Preßburg

- Die Rückkehr des verlorenen Sohnes, 1907
- Heilige Elisabeth, 1907, Garten der katholisch-theologischen Fakultät, Pressburg
- Epitaph für Kardinal Peter Pázmány, 1914 (St. Martinsdom zu Preßburg)
- Denkmal der Olga Trebisch[6], 1921
- Die Tänzerin, 1926
- Der Alchimist, um 1928, Preßburg
- Hll. Cyrill und Method, 1929, Kirche der Barmherzigen Brüder, Preßburg
- Madonna der sieben Schmerzen, 1936, Šaštín
- Die Frau mit dem Reh[7], 1938, Preßburg
- Wandmalerei im Chor der Jesuitenkirche, Preßburg
- Porträtbüste von Johann Nepomuk Batka
- Kriegerdenkmäler für die Gefallenen des Ersten Weltkriegs
- Denkmal für Imre Madách, Dolná Strehová
- Wehrmann von Stuhlweißenburg, 1914/15, Zinn grün lackiert, Heeresgeschichtliches Museum, Wien
- Eiserner Honvedmann von Pressburg, 1915, Zinn bronziert, Heeresgeschichtliches Museum, Wien